# Alfred-Louis de Prémare
Pour les articles homonymes, voir de Prémare.
Alfred-Louis de Prémare, né le 8 novembre 1930 à Tours et mort le 10 octobre 2006 à Évreux, est un historien et universitaire français, spécialiste de la langue et de la culture arabe et de l’histoire de l’islam.

## Biographie
Né à Tours en 1930, Alfred-Louis de Prémare passe son enfance au Maroc où il apprend l'arabe. Il fait des études de langue et de littérature arabes à l’Institut des hautes études marocaines et à l’université Mohammed-V de Rabat.
Entré chez les Franciscains, il étudie la philosophie et la théologie à Rabat (Maroc) puis à Poissy. Il se spécialise dans la religion et la culture de l’islam aux universités du Caire (magistère), de Lyon et de Paris (doctorat d'État, Paris-III, 1984). Il enseigne aux universités de Constantine (Algérie) et de Rabat. Il quitte son ordre religieux.
Il est nommé professeur à l’université de Provence Aix-Marseille I et enseignant-chercheur à l’Institut de recherches et d’études sur le monde arabe et musulman d’Aix-en-Provence (Centre national de la recherche scientifique). Il se consacre à la recherche sur les premiers siècles de l'histoire arabo-islamique. Ayant vécu et travaillé longtemps au Maroc et en Algérie, ses premiers travaux universitaires portent sur l'histoire culturelle du Maghreb, notamment aux XIVe et XVIe siècles.
Il termine sa carrière d’enseignant au département d’études arabes de la faculté des lettres d’Aix-en-Provence où une partie de son enseignement est consacrée aux textes primitifs de l'islam : Coran et traditions biographiques de Mahomet. Il était professeur émérite à l’Université de Provence, Aix-Marseille-I.
De 1963 à 1965, puis en 1968, il a été accueilli à l’Institut dominicain d'études orientales du Caire. C’est là qu’il a préparé, puis soutenu en arabe à l’Université égyptienne d’État de Gizeh, une thèse de magistère en langue et littérature arabes.

## Publications
- Maghreb et Andalousie au XIVe siècle. Les notes de voyage d’un Andalou au Maroc 1344-1345, Presses universitaires de Lyon, 1981 ;
- Sidi ’Abd-er-Rahmân el-Mejdûb, Paris, CNRS, et Rabat, SMER, 1985 (couverture : dessin de Richard de Prémare) ;
- La Tradition orale du Mejdûb, Aix-en-Provence, Édisud, 1986 ;
- Joseph et Muhammed. Le chapitre 12 du Coran, Aix-en-Provence, Publications de l’Université de Provence, 1989 ;
- Dictionnaire arabe-français (langue et culture marocaines), 12 vol. (avec coll.), Paris, L’Harmattan, 1993-1999 ;
- Les Fondations de l’islam. Entre écriture et histoire, Paris, Le Seuil, 2002 ;
- Aux origines du Coran, questions d’hier, approches d’aujourd’hui, Paris, Téraèdre, (« L’Islam en débats »), 2004,  (ISBN 2-912868-19-X).
- Les premières écritures islamiques, sous la responsabilité d'Alfred-Louis de Prémare, Revue des mondes musulmans et de la Méditerranée, no 58, 1990.

## Sources
- Source de l’article
- Source de l’article